# Кавасаки (город)
Каваса́ки (яп. 川崎市 Кавасаки-си) — город, определённый указом правительства Японии, расположенный на северо-востоке префектуры Канагава. Площадь города составляет 142,70 км², население — 1 459 796 человек (1 августа 2014), плотность населения — 10 229,82 чел./км².
Город расположен к юго-западу от Токио и к северо-востоку от Иокогамы. Имеет сильно развитую экономику. Хорошо развиты тяжёлая промышленность и высокотехнологичное производство. Также является важным транспортным узлом вследствие того, что в этом городе расположен крупнейший глубоководный морской порт Японии. Не имеет метрополитена.
С XVII века в городе проводится праздник-фестиваль Канамара-мацури.

## Административное деление
| Районы Кавасаки | Районы Кавасаки                                                       |
| --- | --------------------------------------------------------------------- |
| Кавасаки разделён на семь районов (ку): - Асао-ку - Кавасаки-ку — административный центр - Миямае-ку - Накахара-ку - Сайвай-ку - Такацу-ку - Тама-ку | Асао-ку Кавасаки-ку Миямае-ку Накахара-ку Сайвай-ку Такацу-ку Тама-ку |

## Население
Население города составляет 1 459 796 человек (1 августа 2014), а плотность — 10 229,82 чел./км². Изменение численности населения с 1980 по 2005 годы:
| 1980 | 1 040 802 чел. |  |
| 1985 | 1 088 624 чел. |  |
| 1990 | 1 173 603 чел. |  |
| 1995 | 1 202 820 чел. |  |
| 2000 | 1 249 905 чел. |  |
| 2005 | 1 327 011 чел. |  |

## Экономика
- Компания по производству метрологической продукции - Mitutoyo.

## Города-побратимы
- Риека, Хорватия;
- Балтимор, США;
- Шэньян, Китай;
- Уоллонгонг, Австралия;
- Шеффилд, Англия, Великобритания;
- Зальцбург, Австрия;
- Любек, Германия;
- Пучхон, Южная Корея.

## Администрация
Администрация расположена по адресу г. Кавасаки, район Кавасаки, Миямото-тё 1.